# Dimmockia exorientis
Dimmockia exorientis is een vliesvleugelig insect uit de familie Eulophidae. De wetenschappelijke naam is voor het eerst geldig gepubliceerd in 1979 door Storozheva.